# Venus Luxure No.1 Baby
Albums de Girls Against Boys
Tropic of Scorpio
(1992) Cruise Yourself
(1994)
Venus Luxure No.1 Baby est un album de Girls Against Boys, sorti en 1993.

## L'album
Il fait partie des 1001 albums qu'il faut avoir écoutés dans sa vie.

### Titres
Tous les titres sont crédités au nom du groupe. 
1. In Like Flynn (4:25)
2. Go Be Delighted (3:56)
3. Rockets Are Red (5:03)
4. Satin Down (5:56)
5. Let Me Come Back (3:24)
6. Learned It (3:24)
7. Get Down (4:31)
8. Bulletproof Cupid (4:50)
9. Seven Seas (2:54)
10. Billy's One Stop (2:59)
11. Bug House (4:51)

### Musiciens
- Alexis Fleisig : batterie
- Eli Janney (Mr. Silas Greene): basse, voix
- Scott McCloud : voix, guitare
- Johnny Temple : basse